# (5481) Kiuchi
(5481) Kiuchi est un astéroïde de la ceinture principale.

## Description
(5481) Kiuchi est un astéroïde de la ceinture principale. Il fut découvert le 15 février 1990 à Kitami par Kin Endate et Kazuro Watanabe. Il présente une orbite caractérisée par un demi-grand axe de 2,34 UA, une excentricité de 0,06 et une inclinaison de 6,0° par rapport à l'écliptique.

## Compléments